# 舊扎戈拉
旧扎戈拉（羅馬化：Stara Zagora）是位于保加利亚中部的一个城市，为保加利亚第六大城市。旧扎戈拉是欧洲最古老的城市之一，拥有8000年左右的历史。旧扎戈拉距保加利亚首都索非亚约有231公里，是旧扎戈拉州的首府。
旧扎戈拉是一个重要的公路和铁路交界处，该地区的行政，工业，农业，文化中心，与大学，歌剧院，美术馆和多家科研院所。她的昵称是“诗人和椴树的城市”。

## 历史

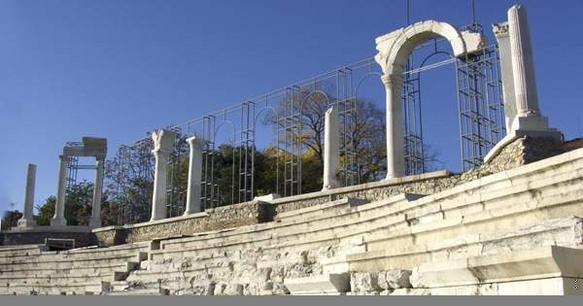
舊扎戈拉的古羅馬遺址

因为在旧扎戈拉境内优越的地理和气候条件，所以形成了很多史前定居点。在旧扎戈拉附近发现了从公元前6世纪至公元前3世纪的100多处史前土堆。其中的Bereketska土堆是保加利亚最大的，包含从新石器时代（公元前6千年）到中世纪（12世纪），在那里有人居住的痕迹。有两所新石器时代住宅被保留在新石器时代民居博物馆，这些是新石器或新石器时代（公元前6千年）是欧洲保存最完好的住宅，包含有很多的工具和文物，馆藏丰富。在城市东部 8公里处找到了欧洲最古老（公元前5千年）的铜矿，相当数量的铜矿被这里古代居民提取出来用于和欧洲其他地方的欧洲居民以物易物的交易。
旧扎戈拉位于不同文明的十字路口，是欧洲文化路线镶嵌一颗重要棋子。古代色雷斯人，罗马人，土耳其人和保加利亚人在这里居住，这个独特的城市蕴藏着那些过去的文明与他们的许多历史宝藏的历史印记。其悠久历史的证明可以在城市的多个名字中找到，每一个都是不同的时代发展的连接。

## 地理和气候

### 地理
旧扎戈拉市位于旧扎戈拉省中东部，撒尔蕾娜中部森林，伊利亚高地，修道院高地，萨卡尔山和奇尔潘高地，博戴西卡河之间，平均海拔是196米。它位于首都索非亚东面231公里，港口城市布尔加斯西面172公里，港口城市瓦尔纳西南面275公里。

### 气候
市区属大陆性气候与地中海微风。在冬季与其他处于色雷斯谷地城市相比，由于中部森林对于来自于寒冷的北部和东北部的风的保护，城市比较温暖。年平均气温为12.9℃，年均降雨量598毫米（一月平均+ 1,0℃，七月平均+23,9°C）。旧扎戈拉西北约16公里是矿物浴场，城市的北部约15公里处在亚勾达村有矿泉水。

## 姐妹城市
- 波蘭拉多姆[1]
- 希腊拉里薩
- 俄羅斯薩馬拉
- 英国唐郡
- 塞爾維亞克魯舍瓦茨
- 葡萄牙巴雷羅